# Przybysław (województwo kujawsko-pomorskie)
Przybysław – wieś w Polsce położona w województwie kujawsko-pomorskim, w powiecie inowrocławskim, w gminie Dąbrowa Biskupia.

## Podział administracyjny
W latach 1975–1998 miejscowość położona była w województwie bydgoskim.

## Demografia
Według Narodowego Spisu Powszechnego (III 2011 r.) wieś liczyła 316 mieszkańców. Jest trzecią co do wielkości miejscowością gminy Dąbrowa Biskupia.

## Prehistoria
Osadnictwo pojawiło się w młodszej epoce kamienia i było związane z ludnością kultury pucharów lejkowatych. Ludność kultury amfor kulistych założyła tutaj cmentarz megalityczny. W epoce brązu, żelaza znane są groby podkloszowe i skrzynkowe ludności kultury pomorskiej. W podokresie późnolateńskim i okresie rzymskim teren obecnej wsi został zasiedlony przez ludność kultury przeworskiej. Śladami jej pobytu są relikty osady i cmentarzysko.

## Średniowiecze
Z okresu średniowiecza znane jest grodzisko stożkowate.